# Kinderkulturfest
Ein Kinderkulturfest ist ein größeres Kinderfest mit kulturellen Schwerpunkten als öffentliche Veranstaltung. Kinderkulturfeste werden veranstaltet, um Kinder schon früh mit kulturellen Angeboten vertraut zu machen und ihre Kreativität zu fördern. Ein kindgerechtes Programm wird durch Spiel- und Werkstattangebote ergänzt. Veranstalter sind in der Regel Vereine, Verbände oder Gebietskörperschaften.

## Niederösterreichische Kindersommerspiele in Herzogenburg
Die NÖKISS – Niederösterreichische Kindersommerspiele sind das größte Festival für Kinderkultur in Österreich.
In ihrer heutigen Form finden die NÖKISS an sechs Tagen im Jahr statt. An den letzten beiden Wochenenden der Sommerferien bemühen sich jeweils von Freitag bis Sonntag mehr als 1000 Mitarbeiter um gut 16.000 Gäste. Bei der letzten statistischen Erhebung 2005 fand man heraus, dass Menschen aus 30 verschiedenen Ländern sich an mehr als 40 Theater- und Tanzvorführungen und einer Auswahl von mehr als 20 internationalen Speisen erfreuen konnten. Außerdem bieten die NÖKISS eine Bühne für junge Künstler aus der Region und sind mit einem Umsatz im sechsstelligen Eurobereich auch ein wichtiger wirtschaftlicher Faktor für die Stadt Herzogenburg und die Region Traisental-Donauland. Das Einzugsgebiet umfasst neben der Region Traisental-Donauland die gesamte Ostregion Österreichs dabei vor allem Wien.
2014 finden die NÖ KinderSommerSpiele bereits zum 43. Mal im Stift Herzogenburg statt, also in einem einmaligen Ambiente aus barocken Gärten, Sälen und Höfen. In diesen 43 Jahren sind zahlreiche Kinderkultur-Initiativen wie Kindertheater, Puppenspieler, Liedermacher etc. gemeinsam mit den NÖKISS gewachsen und haben das Konzept Kinderkultur weiter entwickelt.
Jüngere Ausgaben und Themen:
- 2009 „Asien – Vom Dach der Welt ins Land des Lächelns“ statt.
- 2010: „Australien – Känguru und Didgeridoo“
- 2011: 40-jähriges Jubiläum unter dem Motto „Zeitreise. Vorwärts. Rückwärts. Punktgenau.“
- 2012 wurden gleich 2 Kinderfeste gefeiert, eines davon in Bethlehem. Zum Childrens Festival Bethlehem 2012 am 22. und 23. Juni 2012 reisten etwa 250 Herzogenburger, darunter 100 Kinder und Jugendliche, nach Palästina, um so Propst Maximilian Fürnsinn, den „Kindern in Bethlehem Freude und Hoffnung zu bringen“.
Das Fest in Herzogenburg nahm auf das Children’s Festival Bethlehem Bezug, das Motto lautete „Bethlehem – Krippe, Kind, Kometenschweif“
- 2013 widmete man sich dem „ErlebnisElemente – Erde, Feuer, Wasser und Luft“. In diesem Jahr wurde das erste Mal seit vielen Jahren das Festivalgelände umgestaltet und ein neuer Belegungsplan mit einer besseren Verteilung der Besucherströme erstellt. Auch das Programmheft wurde überarbeitet, stark erweitert und bietet ab sofort einen besseren Einblick in die Vielseitigkeit des Festes.
- 2014 wird das Motto „1, 2, tausend, viele. Von der Einfachheit zur Ewigkeit“ lauten. Hintergrund ist das 1000-Jahr-Jubiläum der Pfarre Herzogenburg.

### Geschichte
Die NÖKISS nehmen im Jahr 1972 als Kindervolksfest ihren Anfang. Sie wurden von Bertl Rumpler, dem Leiter der Jungschargruppe „Wakaiuk Apachen“, initiiert. Ursprünglich sollte mit dem Sportfest, das in der ersten Schulwoche des Schuljahres stattfand, der Ankauf von Zelten für das Sommerlager finanziert werden. Gemeinsam mit den beiden jungen Kaplänen Hr. Maximilian und Hr. Wolfgang, Vertretern der Schulen und mit Eltern der Jungscharkinder organisiert Bertl Rumpler das erste Fest. Unter den 80 – 100 Mitarbeitern der ersten Stunde sind außerdem schon einige Pfarrgemeinderäte und natürlich viele, viele Kinder dabei. Von Anfang an ist die Mitarbeit aller Mitarbeiter unentgeltlich und wird bloß durch eine „Pemikan“ genannte Vergütung in Form eines gegrillten Würstels und eines Getränks belohnt.
Gegen Ende der 1970er Jahre wird das sechstägige Fest auf die letzten beiden Ferienwochenenden verlegt und die Kinderkultur rückt schön langsam stärker ins Zentrum. Im Jahr 1979 erleben die NÖKISS in ihrer heutigen Form schließlich ihre Geburtsstunde, als sie als Kinder-Kultur Schwerpunkt in den Niederösterreichischen Theatersommer aufgenommen werden. Infolgedessen kommt es zu einer großen Ausweitung des Programms und einem Anstieg der Mitarbeiterzahl auf circa drei- bis vierhundert.
Ab 1980 kommt es zu der Aufteilung der Verantwortlichkeiten, wie sie auch heute noch größtenteils vorhanden ist: Ein Kaufmann, der ehemalige Besitzer des Sparmarktes in Herzogenburg kümmert sich um die Finanzen, Propst Maximilian etabliert und hält den Kontakt zu den Sponsoren, und bei den Sekretären bzw. in weiterer Folge im Büro der Firma Rumpler laufen alle Fäden zusammen und sind die eigentlichen Strukturen der Organisation verankert. Unter den nunmehr fast 500 Mitarbeitern finden sich jetzt auch vermehrt diözesane Mitarbeiter.
Nach den 25. NÖKISS, die noch aktiv von Bertl Rumpler mitgestaltet wurden, gibt es im Jahr 1997 eine Zäsur, als er krankheitsbedingt ausfällt und die bis dato zentralen Strukturen auf mehrere Personen aufgeteilt werden. Als er im selben Jahr stirbt, wird noch an seinem Todestag ein Leitungsteam zur Fortführung des Festes gegründet. Die nunmehrigen Hauptverantwortlichen gestalten kleinere, überschaubarere Verantwortlichkeitsbereiche, die eigenständig Mitarbeiter rekrutieren. So wächst die Zahl der Mitarbeiter bis Ende der 90er-Jahre auf 700 – 800 an.
Die NÖKISS haben durch diese Entwicklungen einen Umfang angenommen, der sich mit der einfachen „Treff ma uns und moch ma wos“ Philosophie der ersten Tage nicht mehr bewältigen lässt. Die NÖKISS sind heute eines der größten Kinderkulturfestivals Österreichs, haben kulturelle und ökonomische Bedeutung für die Region Traisental-Donauland und haben sich quasi zu einem Markenzeichen für Herzogenburg entwickelt.

### Weiße Feder von Herzogenburg
Die Weiße Feder von Herzogenburg wird im Rahmen der NÖKISS für besondere Leistungen zum Wohle von Kindern vergeben. Die weiße Feder kann deshalb jeder bekommen, der etwas für Kinder tut, erfindet, der Kindern hilft, der Kinder vor Gefahren schützt.
Verliehen wird der Preis an Kinder, Jugendliche, Erwachsene, Vereine, Institutionen oder Firmen. Die Jury kürt jährlich drei Preisträger, die als Anerkennung ein Lederamulett und eine kleine finanzielle Unterstützung erhalten.
Mehr als die Hälfte der Jury-Mitglieder sind Kinder und Jugendliche. Sie wählen jedes Jahr gemeinsam mit Vertretern des Stiftes Herzogenburg, der Pfarre und der Stadt Herzogenburg die „Sensation des Guten“.
Bisherige Preisträger
- Missio – Päpstliche Missionswerke in Österreich – Aktion für ehemalige Kindersoldaten
- Freiwillige Feuerwehr – Einsatz beim Hochwasser 2002
- Toy Run – Biker für Kinder
- Integrationshaus Wien – Menschenrechte für Kinderflüchtlinge
- Schwester Hyazinta Loidl – Betreuung behinderter Kinder
- Barbara Stöckl – ORF
- Thomas Brezina – Kinderbuchautor
- Bernhard Fibich – Kinderliedermacher
- Martina Marchovich – Kinderärztin
- Rote Nasen Clowndoctors
- Lene Mayer-Skumanz – Kinderbuchautorin
- Käthe Recheis – Kinderbuchautorin
- St. Anna Kinderspital
- Hans Cermak – Kinderpsychiater
- Manfred Porsch – Liedermacher
- Peter Kai – Krankenhausseelsorger
- Nachbar in Not – Kinderhilfe
- Österreichisches Jugendrotkreuz – für die Arbeit im Kosovo
- Waris Dirie – gegen Genitalverstümmelung bei jungen Mädchen in Afrika
- Maria Blumencron – Autorin und Regisseurin
- Gerlinde Kaltenbrunner – Extrembergsteigerin: setzt sich für Kinder in Nepal ein
- Papst Franziskus – Die Überreichung soll im Vatikan erfolgen[1]

## Mühlviertler Kinderspiele (MÜKIS) in Perg (Bundesland Oberösterreich)
Die MÜKIS – Mühlviertler Kinderspiele sind ein Fest für Kinderkultur in Oberösterreich.
Die MÜKIS werden jährlich an den beiden ersten Sommerferien-Wochenenden veranstaltet. An den insgesamt fünf Veranstaltungstagen werden 3.000 bis 4.000 Besucher gezählt. Der Schwerpunkt liegt bei Familien mit Kindern im Alter von 2 bis 14 Jahren. Das Einzugsgebiet umfasst neben der Stadt Perg und dem Bezirk Perg insbesondere das Bundesland Oberösterreich und das westliche Niederösterreich. Es kommen jedoch auch aus Wien, Salzburg, Tirol und aus der Steiermark regelmäßig Besucher. Zuletzt wurden auch Kontakte mit der bayerischen Stadt Schrobenhausen aufgenommen, die seit vielen Jahren Partnerstadt von Perg ist.

### Geschichte
Die Geschichte der „Mühlviertler Kinderspiele“ (MÜKIS) begann 1976 als Kindernachmittag (Kinderfest) der Katholischen Jungschar der Pfarre Perg. Initiatoren waren Werner Luegmayr und Franz Pfeiffer, die sich dabei an den wenige Jahre zuvor (1973) im Stift Herzogenburg ins Leben gerufenen Niederösterreichischen Kindersommerspiele (NÖKISS) orientierten. Das Kinderkulturfest wurde zunächst auf ein ganzes Wochenende, später auf zwei Wochenenden ausgedehnt. Die Mitwirkung der Theatergruppe Perg und der Perger Puppenbühne hat eine lange Tradition.

### Künstler

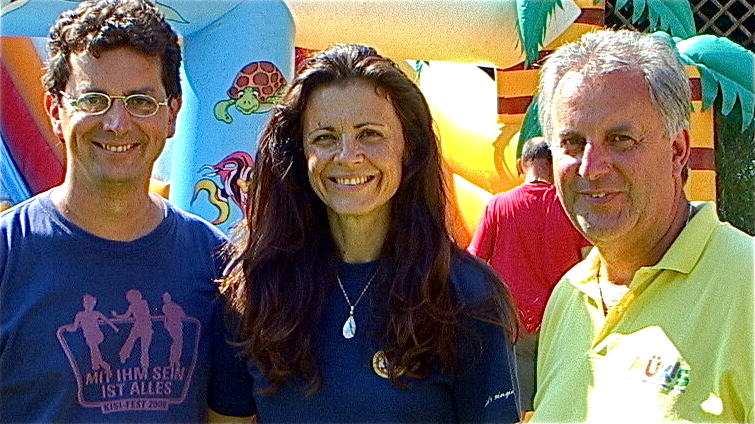
Hannes und Birgit Minichmayr von KISI – God’s singing kids mit Werner Luegmayr von den Mühlviertler Kinderspielen

Mit einem an die Zielgruppe angepasstes Bühnenprogramm mit Clown, Zauberer, Kindertheater, Puppentheater, Show mit Kinderprogramm-Moderatoren des ORF sowie ausgesuchten Darbietungen regionaler Gruppierungen wurde eine klare Abgrenzung zu den Festen der Erwachsenen geschaffen. Von den Besuchern geschätzt wird die Möglichkeit, Künstler, die sonst nur aus dem Fernsehen bekannt sind, persönlich in der regionalen Umgebung kennenzulernen.
Zu den österreichweit bekannten Künstlern, die einmal oder mehrmals bei den MÜKIS gastierten, zählen beispielsweise
- das österreichische Pop-Duo Waterloo & Robinson,
- die Kinderbuchautorin Lene Mayer-Skumanz,
- die österreichweit bekannte Lechtaler Band Bluatschink,
- die Mitarbeiterin des ORF-Fernsehkasperls, Winnie Jakob,
- der Zauberkünstler Bobby Lugano,
- die Fernsehkindergartentanten aus der österreichischen Kinderfernsehsendung Am dam des, Edith Rolles, Ingrid Riegler und Lydia Weiss,
- der Clown Enrico (Heinz Zuber) und die Clowngruppe Kaikukas mit Evamaria Kaiser und der späteren PIPPA aus Am dam des, Lydia Weiss,
- Oliver, der verrückteste Postbote aus Mimis Villa Schnattermund
- der kleine grüne Drache Tabaluga mit Robert Steiner,
- die Kasperltheater (ORF) Puppenbühne Liliput von Rudolf Watzinger mit Kasperl & Hopsi,
- der Skistar Hannes Trinkl,
- der Schriftsteller Günther Maria Garzaner,
- die Kisi-Kids vom Verein „KISI – God's singing kids“ mit Liedern der Liedermacherin Birgit Minichmayr (Liedermacherin),
- Kurzpräsentation der Karl-May-Spiele Gföhl

Immer wieder waren unter den Bühnenstars Künstler aus den Nachbarländern Österreichs (Ungarn, Tschechien, Deutschland). Gegenbesuche in den Heimatländern der Künstler waren auch der Beginn der Herbstreisen für die ehrenamtlichen Mitarbeiter und Freunde der Mühlviertler Kinderspiele.
Von Anfang an gab es einen Kinderprater mit Buden, die von Kindern und Jugendlichen betreut wurden, später wurde mit dem Aufbau eines von Erwachsenen und Jugendlichen betreuten Spieleparks begonnen, der heute großteils aus aufblasbaren Spielgeräten besteht. Lustige Geschicklichkeitswettbewerbe sowie Spielmöglichkeiten für kreative Kinder sind weitere Bereiche der Veranstaltung.